# Väritehtaanranta
Le parc de l'usine de couleurs (finnois : Väritehtaanranta) est un parc du quartier de Kuninkaala à  Vantaa en Finlande.

## Présentation
Le parc est situé sur la rive sud des rapides Tikkurilankoski et du côté Est de la voie ferrée principale. 
La zone de l'usine de l'entreprise Tikkurila et le centre scientifique Heureka sont situés à proximité du parc.
Avec Tikkurilanranta et Vernissanranta, Väritehtaanranta forme un parc d'un kilomètre de long le long du sentier de randonnée de la rivière Keravanjoki. 
Dans le parc, près du passage souterrain de la voie principale, il y a un bassin d'eau, qui est bordé de pierre naturelle.
En 2015-2016, un concours d'architecture paysagère a été organisé pour aménager la rive de la rivière Keravanjoki à Tikkurila, qui a été remporté par les architectes paysagistes LOCI Oy avec leur proposition appelée Keidas. 
Sur la base de la proposition gagnante, un plan directeur a été achevé en 2017, selon lequel l'objectif est de développer la rive de la Keravanjoki en un parc agréable et polyvalent.
Le démantèlement du barrage de Tikkurilankoski a été récompensé comme Projet de l'année 2019 et a partagé la deuxième place du prix RIL 2019. De plus, le terrain de jeu d'Åvik et ses environs ont été finalistes du concours de construction environnementale 2020,.
Les zones du parc de Tikkurilankoski situées à Vantaa ont été choisies comme lauréates du Prix de la structure environnementale de l'année 2022 : Vernissaranta, Väritehtaanranta et Vernissasilta.

## Galerie

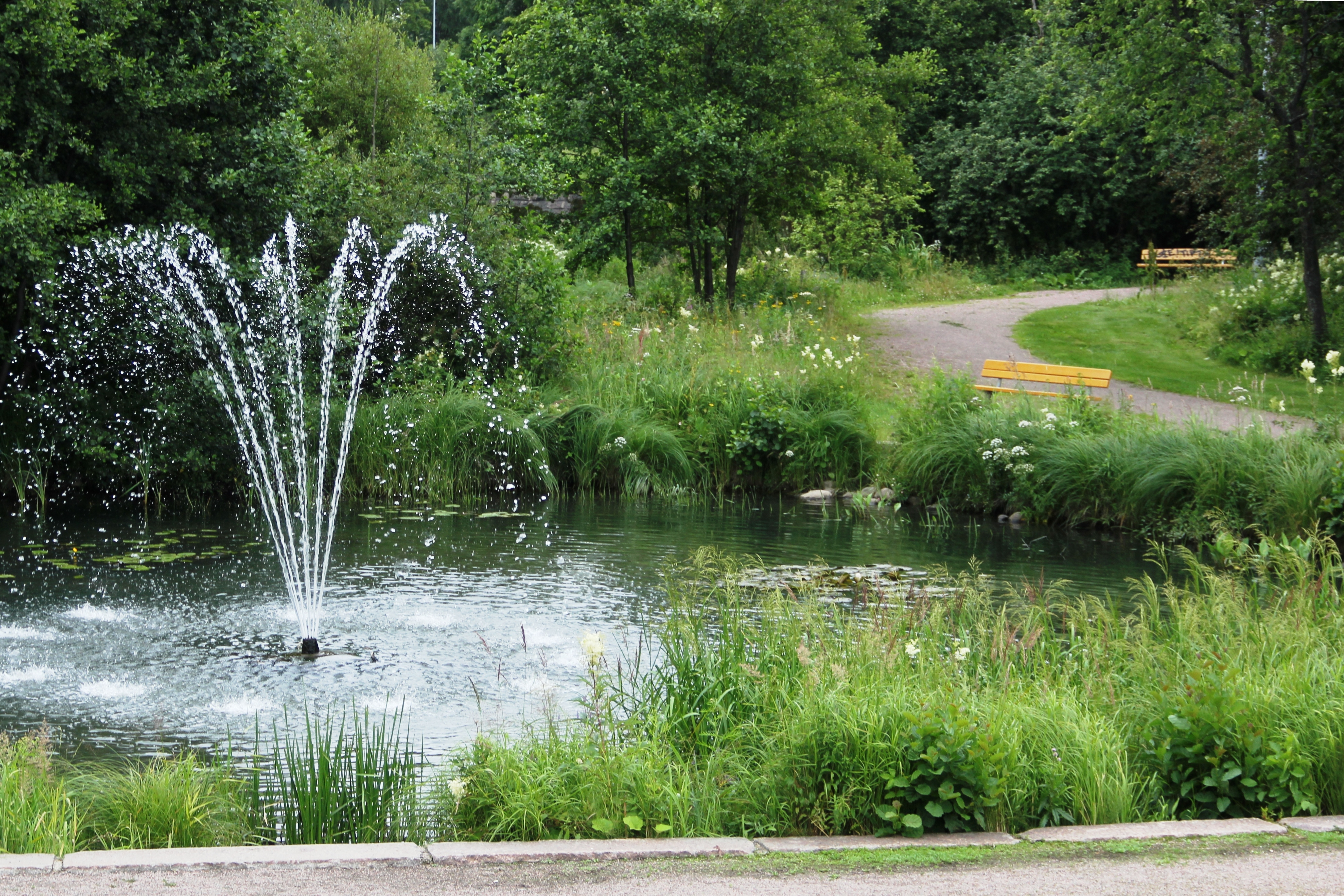
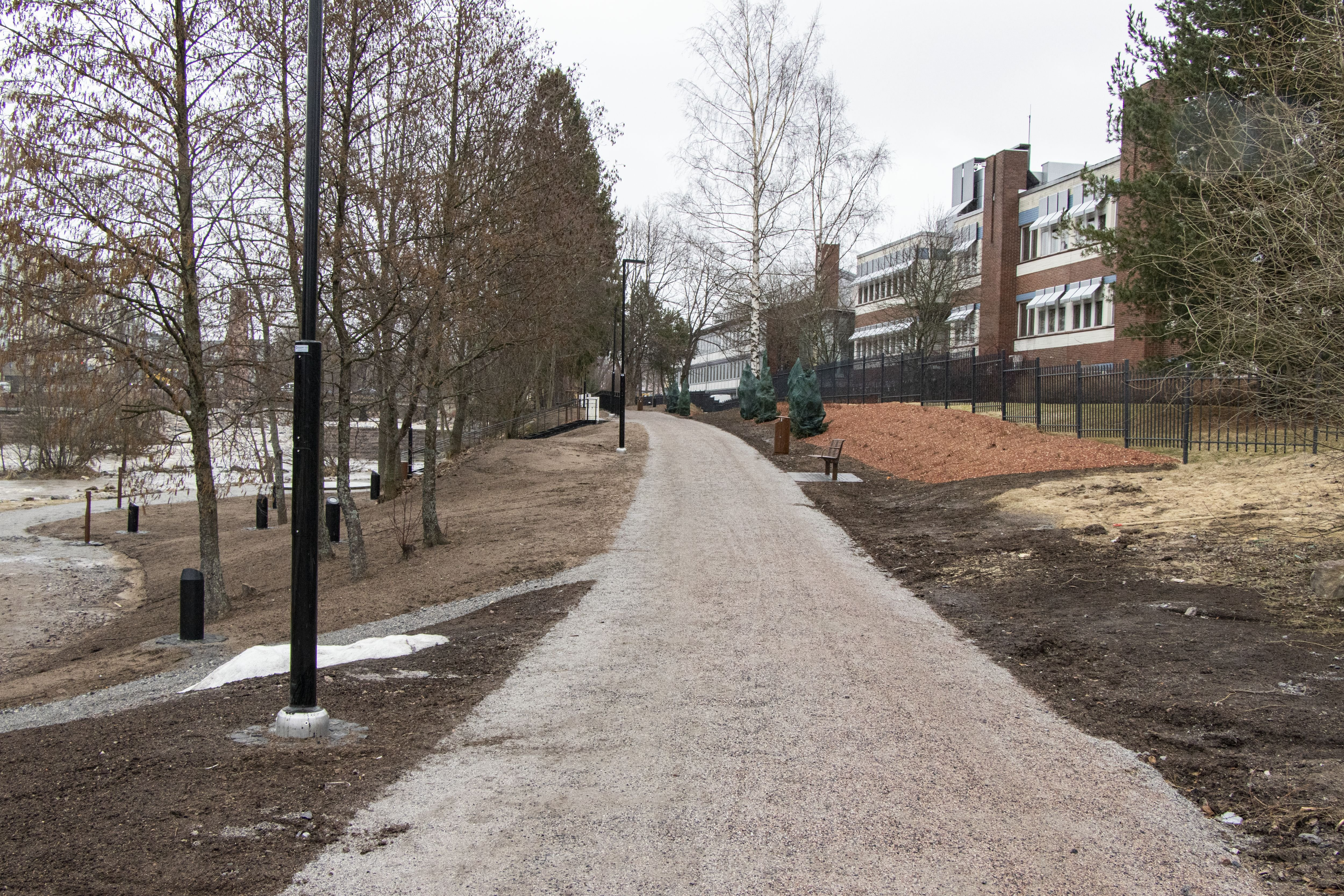